# Mračni um (2012.)
Mračni um, američki triler iz 2012. godine. 

## Sažetak
Glavna i mračna uloga je mladog studenta Shanea koji je zahvaljujući športskoj stipendiji upisao se na koledž. Očito ne pripada klubu bogatih studenata. Prvi s kim se Brandon upoznao došavši na koledž bio je njegov vršnjak Shane, također je športaš i cimeri su. Shane je ugodan momak i zgodna pojava, no na spomen obitelji i novca zatvara se i postaje agresivan. 